# AFL sezona 1966.
AFL sezona 1966. je bila sedma po redu sezona AFL lige američkog nogometa. Završila je 1. siječnja 1967. utakmicom između pobjednika istočne divizije Buffalo Billsa i pobjednika zapadne divizije Kansas City Chiefsa u kojoj su pobijedili Chiefsi rezultatom 31:7 i tako osvojili svoj prvi naslov prvaka AFL-a. Dva tjedna kasnije, Chiefsi su u prvoj utakmici između prvaka AFL i NFL lige, Super Bowlu I, bili poraženi od Green Bay Packersa rezultatom 35:10.
Kao njena deveta momčad, od ove sezone su se ligi priključili Miami Dolphinsi.

## Poredak po divizijama na kraju regularnog dijela sezone
| Istočna divizija |     |     |     |      |     |     |
| Momčad           | Pob | Por | Ner | %    | P+  | P-  |
| Buffalo Bills*   | 9   | 4   | 1   | 69.2 | 358 | 255 |
| Boston Patriots  | 8   | 4   | 2   | 66.7 | 315 | 283 |
| New York Jets    | 6   | 6   | 2   | 50.0 | 322 | 312 |
| Houston Oilers   | 3   | 11  | 0   | 21.4 | 335 | 396 |
| Miami Dolphins   | 3   | 11  | 0   | 21.4 | 213 | 362 |

| Zapadna divizija    |     |     |     |      |     |     |
| Momčad              | Pob | Por | Ner | %    | P+  | P-  |
| Kansas City Chiefs* | 11  | 2   | 1   | 84.6 | 448 | 276 |
| Oakland Raiders     | 8   | 5   | 1   | 61.5 | 315 | 288 |
| San Diego Chargers  | 7   | 6   | 1   | 53.8 | 335 | 284 |
| Denver Broncos      | 4   | 10  | 0   | 28.6 | 196 | 381 |

Napomena: * - ušli u doigravanje, % - postotak pobjeda, P± - postignuti/primljeni poeni

## Doigravanje

### Prvenstvena utakmica AFL-a
- 1. siječnja 1967. Buffalo Bills - Kansas City Chiefs 31:7

### Super Bowl
- 15. siječnja 1967. Green Bay Packers - Kansas City Chiefs 35:10

## Nagrade za sezonu 1966.
- Najkorisniji igrač (MVP) - Jim Nance, running back, Boston Patriots

## Statistika po igračima
- Najviše jarda dodavanja: Joe Namath, New York Jets - 3379
- Najviše jarda probijanja: Jim Nance, Boston Patriots - 1458
- Najviše uhvaćenih jarda dodavanja: Lance Alworth, San Diego Chargers - 1383